# Hrkani
Hrkan (eng. Squib, wizard-born) je termin koji se koristi u romanima i izmišljenom svijetu o Harryju Potteru i označava osobu koja ne može koristiti magiju, ali ima bar jednoga roditelja čarobnjaka.) Hrkan je "bezjak iz čarobnjačke obitelj". Rijetko ih se susreće, a neki ih (posebno čistokrvni) čarobnjaci gledaju s prijezirom.

## Razlike između hrkana i bezjaka
Osim što su rođeni u čistokrvnoj, a ne bezjačkoj obitelji, hrkani se razlikuju od bezjaka po sljedećim karakteristikama:
- Upoznati su s postojanjem čarobnjačkog svijeta
- Vide zgrade, bića i predmete koji su bezjacima nepoznati
- Sposobni su se vezati s bićima na "višoj razini" (Argus Filch i Arabella Figg imaju duboku ljudsku povezanost s mačkama)

## Stav prema hrkanima
Britansko Ministarstvo magije ne popisuje hrkane[HP5], što ukazuje na činjenicu kako čarobnjačku zajednicu nije briga za njih. Unatoč tome, moguće je provjeriti je li netko hrkan po imenima roditelja, što je demonstrirano na Harryjevu disciplinarnom saslušanju.[HP5]. Hrkane se kao djecu šalje u bezjačke škole, gdje ih se potiče da se uklope u bezjačku zajednicu, što je plemenitije od puštanja da žive među čarobnjacima, gdje će biti tretirani kao građani drugog reda.[HP7] Unatoč tome, neki hrkani odlučuju ostati u čarobnjačkome svijetu. Neke čistokrvne obitelji, poput obitelji Black, odriču se hrkana i uklanjaju ih iz obiteljskoga stabla, što pokazuje primjer Mariusa Blacka, kojega je Walburga Black uklonila iz obiteljskog stabla Blackovih.
Čak i obitelji koje toleriraju bezjake imaju loš odnos prema hrkanima. Obitelj Weasley čini se posramljena što je Mollyjin rođak hrkan koji u bezjačkome svijetu radi kao računovođa dio njihove obitelji. Mnoge čarobnjačke obitelji s nestrpljenjem čekaju prve znakove magičnih sposobnosti, te ih zabrinjava mogućnost da im je član obitelji hrkan. Neville Longbottom dugo vremena nije pokazivao magične sposobnosti, pa je obitelj mislila da je hrkan, ali se dokazalo suprotno. Također, Marvolo Gaunt je svoju kćerku Merope Gaunt zvao hrkanicom zbog slabih magijskih vještina, koje su uzrokovane strahom od oca i brata.[HP6] Čarobnjački je svijet otvorio bar jednu ustanovu za pomoć hrkanima, Društvo za potporu hrkana.
Stav Lorda Voldemorta prema hrkanima nije izjašnjen. Osobni životni cilj mu je pročišćavanje "mutnjaka", no Argus Filch je nastavio raditi u Hogwartsu, Vjerojatno nisu bili proganjani kao krvoizdajice.[HP7]

## Poznati hrkani
U romanima o Harryju Potteru sljedeće se izmišljene osobe spominju kao hrkani:
- Arabella Figg
- Argus Filch
- Marius Black
- brat Dolores Umbridge[4]